# GelreDome
GelreDome este un stadion din orașul Arnhem, Țările de Jos. Acesta este stadionul echipei SBV Vitesse. Arena are o capacitate de 34.000 de locuri.